# لوبومیر موراوچیک

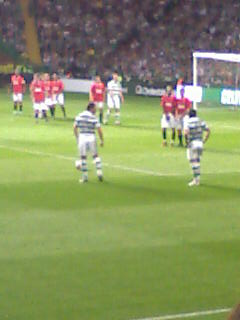
آلن تامپسون و لوبومیر موراوچیک در حال آماده شدن برای زدن یک ضربه ایستگاهی در مسابقه آزمایشی جان کندی

لوبومیر موراوچیک (۲۲ ژوئن ۱۹۶۵) یک بازیکن فوتبال اهل جمهوری چک است. وی در تیم ملی فوتبال جمهوری چک بازی کرده است.